# Gemaal Lovink
Het Gemaal Lovink ofwel Gemaal H.J. Lovink, is een gemaal van het Waterschap Zuiderzeeland in Biddinghuizen, in de gemeente Dronten in de Nederlandse provincie Flevoland.
Het gemaal ligt aan de Harderbosweg, tussen de Hoge Dwarsvaart en het Veluwemeer. Ten zuidwesten van het gemaal bevinden zich de sluis De Blauwe Dromer (ook wel Lovinksluis genoemd), een schutsluis voor de pleziervaart, en de buurtschap Harderhaven. Aan de overzijde van het Veluwemeer ligt de Lorentzhaven, een industriehaven van Harderwijk.
De architect was Dirk Roosenburg (1887-1962).
Het gemaal is genoemd naar dr. H.J. Lovink (1866-1938), die voorzitter was van de staatscommissie die de drooglegging van de Zuiderzeepolders voorbereidde en daardoor betrokken was bij de aanleg van Proefpolder Andijk.
Het gemaal werd in 1956 in gebruik genomen, in eerste instantie om samen met de gemalen Colijn en Wortman de polder Oostelijk Flevoland droog te malen, hetgeen gelukt is.
Boven de ingang van het gebouw hangt een keramisch reliëf ontworpen door J.M. Roosenburg, een zoon van de architect. Er staan een visser en een boer op afgebeeld die elkaar de hand geven over een dijk heen.
Het gemaal is in 2010, in het kader van de Lijst van monumenten uit de wederopbouw-periode 1940-1958 aangewezen als rijksmonument, het eerste binnen de gemeente Dronten.

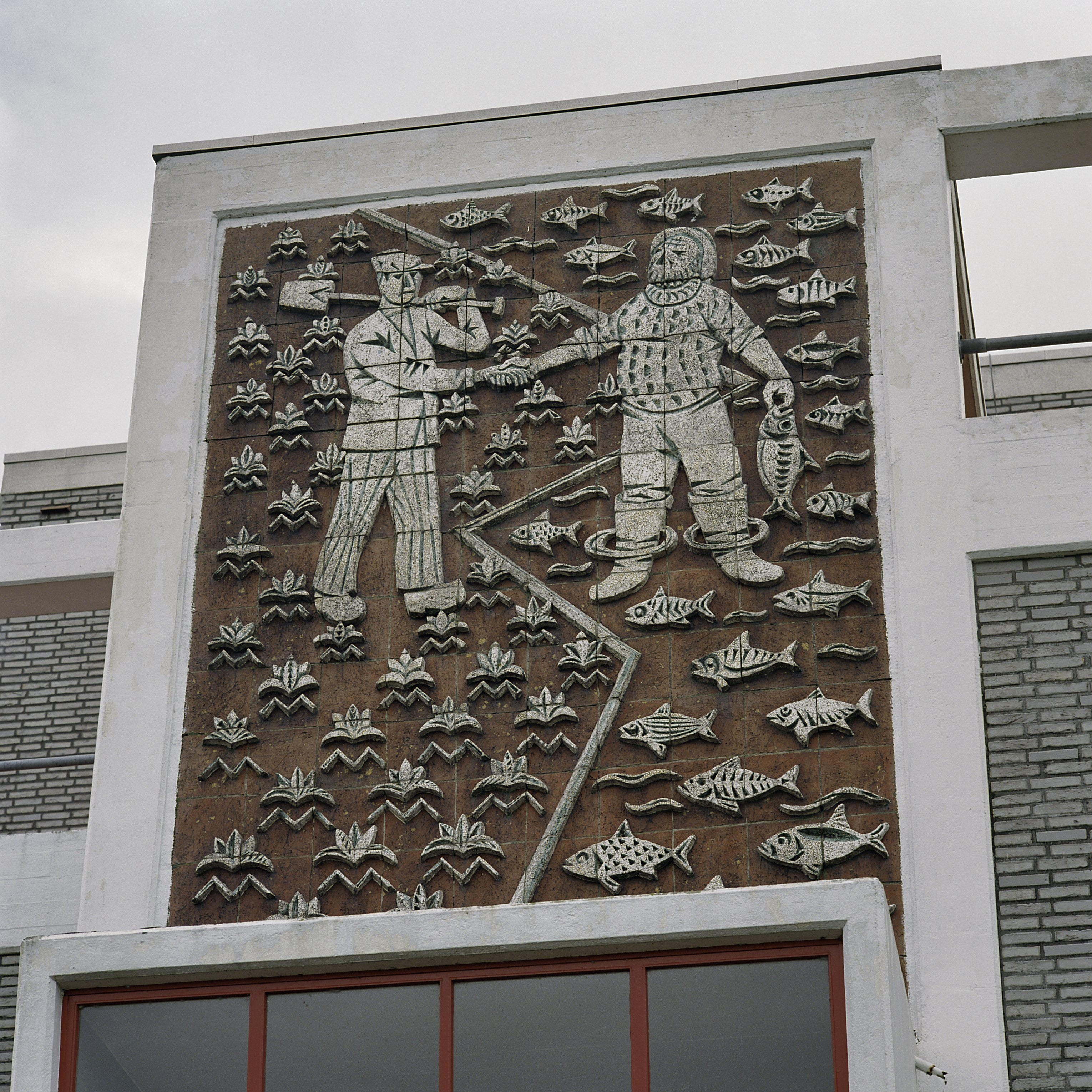
Reliëf door J.M. Roosenburg